# Acanthostichus brevicornis
Acanthostichus brevicornis är en myrart som beskrevs av Carlo Emery 1894. Acanthostichus brevicornis ingår i släktet Acanthostichus och familjen myror. Inga underarter finns listade i Catalogue of Life.

## Bildgalleri

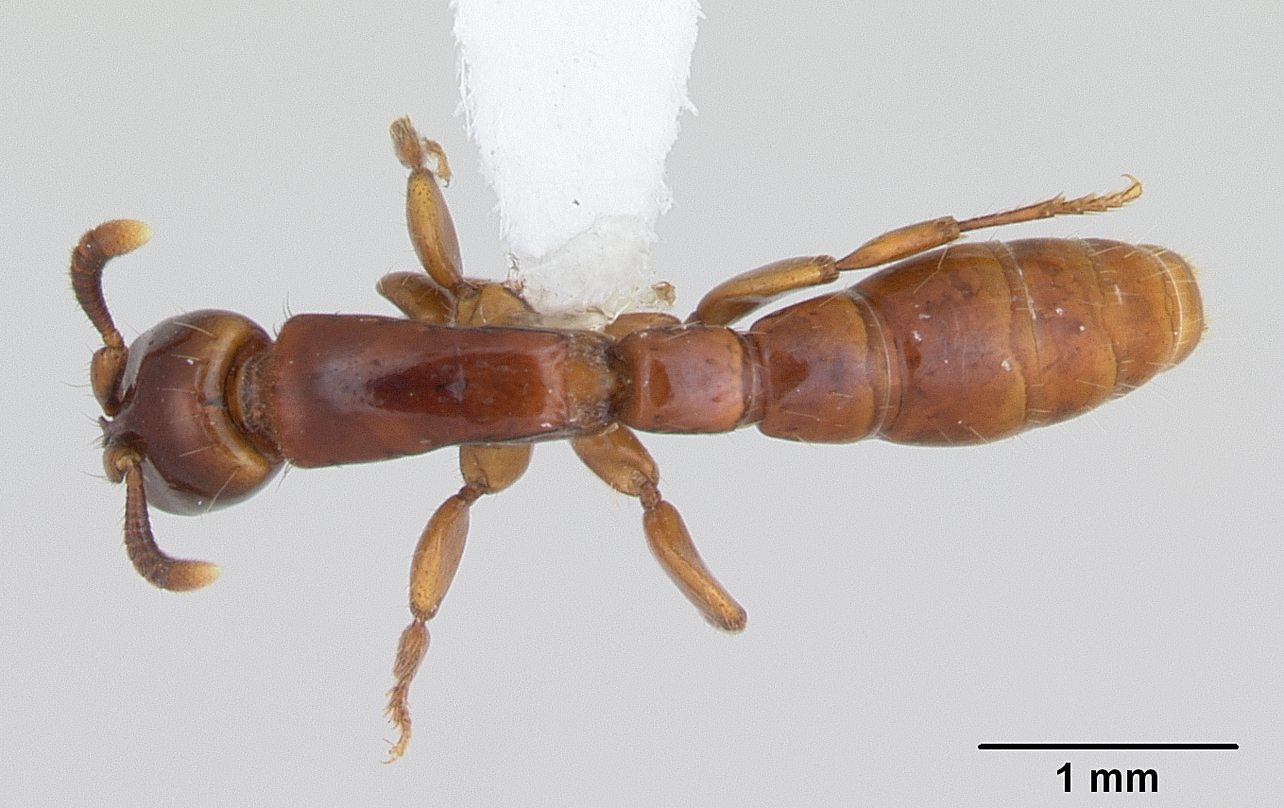
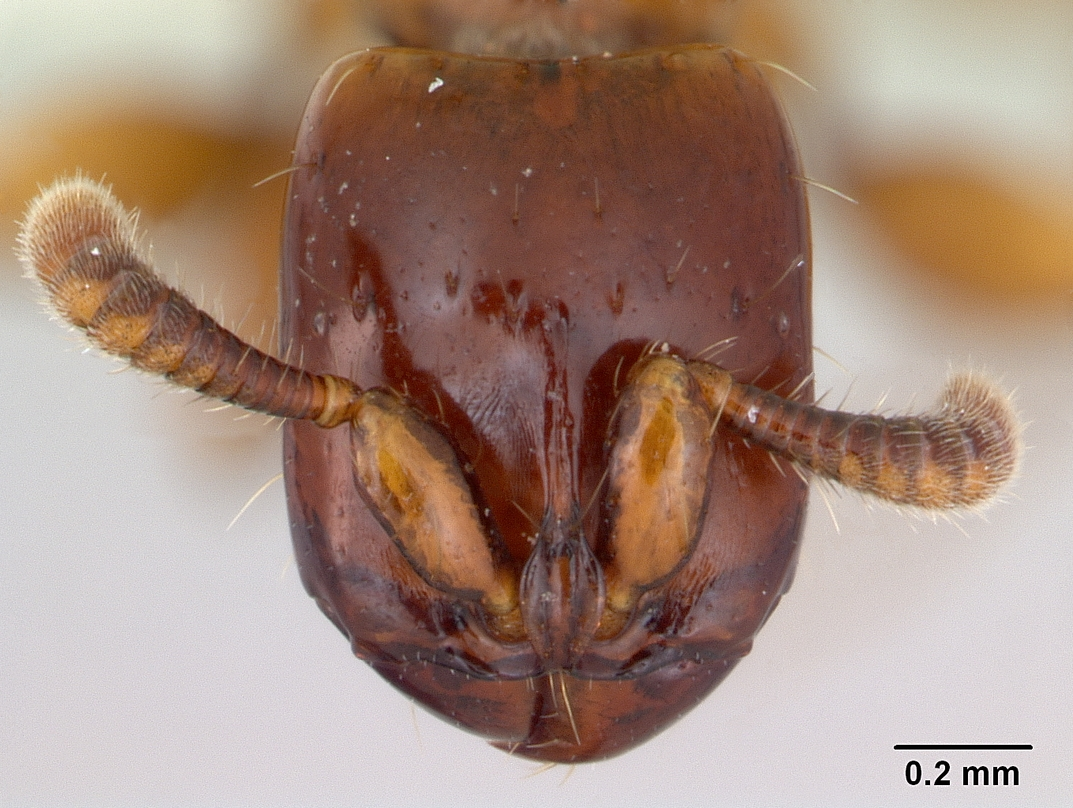
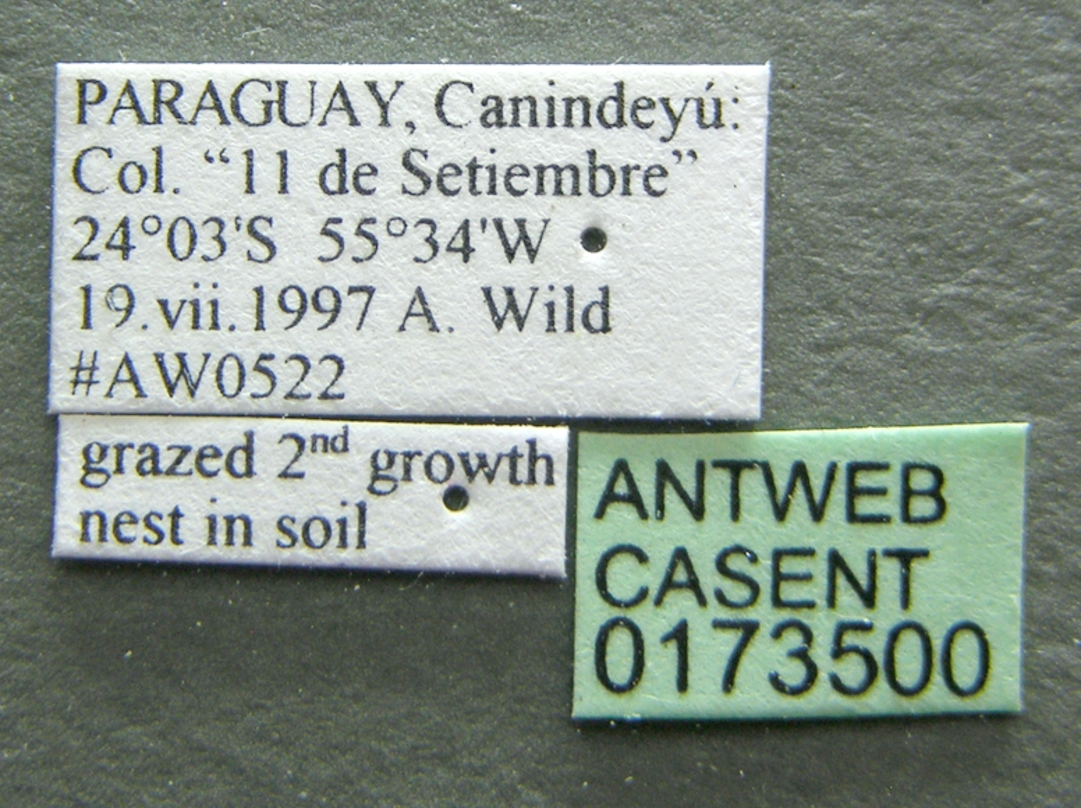
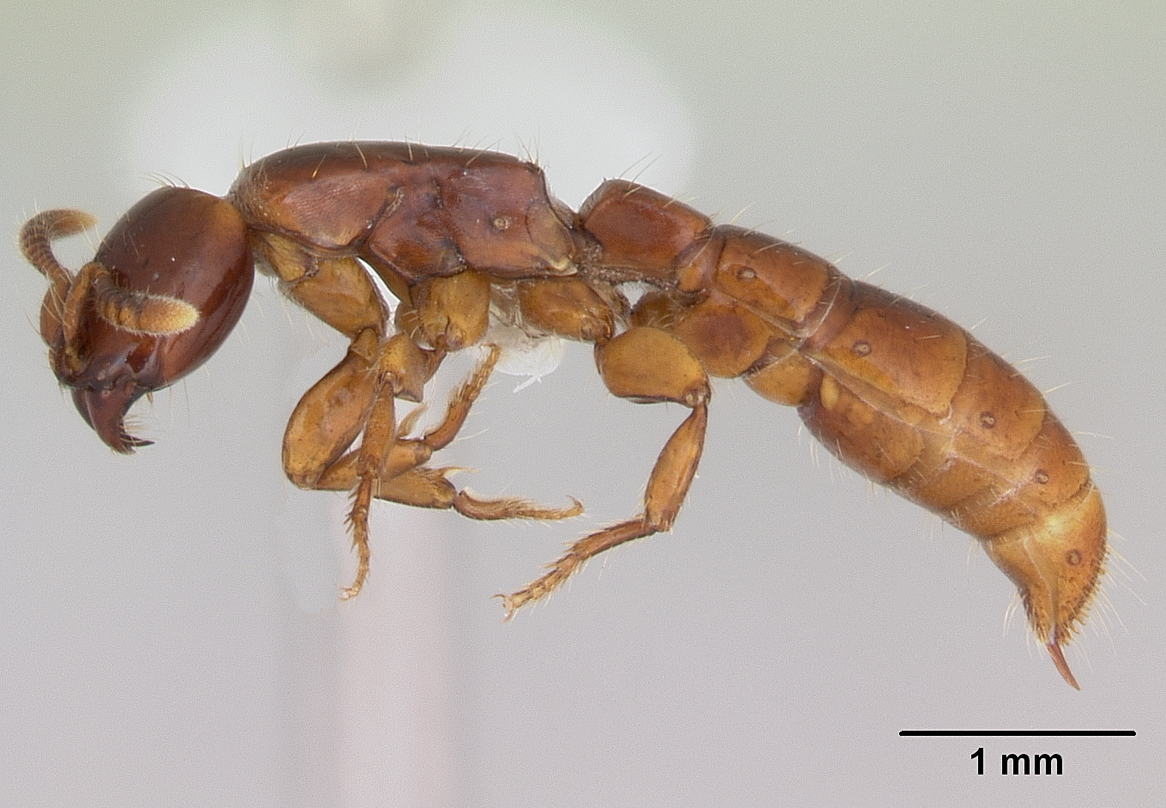